# Буриаско
Буриа̀ско (на италиански: Buriasco; на пиемонтски: Buriasch, Буриаск) е село и община в Метрополен град Торино, регион Пиемонт, Северна Италия. Разположено е на 301 m надморска височина. Към 1 януари 2020 г. населението на общината е 1355 души, от които 65 са чужди граждани.